# Oberska pećina
Oberska pećina (ili Oberska jama) nalazi se iznad sela Vranci, dva kilometra udaljenih od općinskog središta Kreševa. Smještena je na lijevoj obali potoka Kostajnica.
Ulaz u pećinu nalazi se na 740 metara nadmorske visine. Od srednjeg vijeka do 1960-ih ova pećina se koristila za eksploataciju živine rude i barita. Do sada nisu vršena značajnija istraživanja. Kreševska udruga "Kreševski citrin" je uspjela revitalizirati i otvoriti Obersku pećinu za javnost.
Geomorfološki je spomenik prirode.